# Anni Bullenkamp
Anni Sophie Bullenkamp (* 23. September 1899 in Bremen; † 15. August 1983 in München) war die erste Fleischermeisterin Deutschlands.
Bullenkamp war eines von sechs Kindern des Fleischermeisters Carl Bullenkamp und der Hausfrau Sophie Bullenkamp aus Hastedt bei Bremen. Bereits als Kind half sie in der elterlichen Fleischerei mit. Ihr Vater bildete sie von 1915 bis 1918 als Fleischergesellin aus. Am 17. Oktober 1925 legte sie – als erste Frau im Deutschen Reich – mit Auszeichnung die Meisterprüfung ab.
1925 heiratete sie in zweiter Ehe den Schornsteinfegermeister Dietrich Webner, im Jahr darauf kam ihr Sohn zur Welt. Anni Webner kümmerte sich fortan um den Haushalt und die Kindererziehung. Ihr Vater verkaufte in den 1930er Jahren die Fleischerei. Während des Zweiten Weltkriegs wurde sie kurzzeitig wieder als Fleischerin dienstverpflichtet.